# Dabangg
Série
Dabangg 2
(2012)
Pour plus de détails, voir Fiche technique et Distribution.
Dabangg (hindi : दबंग, ourdou : دبنگ, anglais : Fearless, trad. en français : « Intrépide » ou « Sans crainte ») est un film d'action sorti le 10 septembre 2010. Il est réalisé par Abhinav Kashyap et produit par Arbaaz Khan pour Arbaaz Khan Productions.
La distribution comprend le frère ainé d'Arbaaz Khan, Salman Khan et une nouvelle venue dans l'industrie du cinéma de Bollywood, Sonakshi Sinha. Ce film marque non seulement les débuts de Sonakshi Sinha, mais aussi ceux d'Arbaaz Khan en tant que producteur et d'Abhinav Kashyap en tant que réalisateur. Les seconds rôles sont tenus par Sonu Sood qui joue le principal antagoniste du héros, Arbaaz Khan, Om Puri, Dimple Kapadia, Vinod Khanna, Anupam Kher, Mahesh Manjrekar et enfin Mahie Gill ; Malaika Arora, la femme d'Arbaaz Khan, fait une brève apparition dans un item number dans la chanson Munni Badnaam.

## Synopsis
L'histoire se déroule à Laalgunj, un petit village de l'Uttar Pradesh où Chulbul Pandey, surnommé  "Robinhood" Pandey (Salman Khan), policier robuste et intrépide, fait régner l'ordre en utilisant des méthodes peu orthodoxes, voire illégales. Chhedi Singh (Sonu Sood), parrain local qui tue quiconque se met en travers de son chemin, exacerbe et instrumentalise la rivalité qui oppose Chulbul et son demi-frère, Makhanchan Pandey (Arbaaz Khan), pour triompher du policier.
Au cours de ses interventions, Chulbul tombe amoureux d'une jeune et jolie femme, Rajjo (Sonakshi Sinha), ce qui l'amène à revoir sa façon d'agir.

## Fiche technique
- Titre : Dabangg
- Titre original en hindi : दबंग
- Titre original en ourdou : دبنگ
- Réalisateur : Abhinav Kashyap
- Scénario : Dileep Shukla et Abhinav Kashyap
- Musique : Lalit Pandit et Sajid-Wajid
- Parolier : Faiz Anwar, Lalit Pandit et Jalees Sherwani
- Chorégraphie : Farah Khan et Raju Khan
- Direction artistique : Wasiq Khan
- Photographie : Mahesh Limaye
- Montage : Pranav V Dhiwar
- Cascades et combats : Vijayan Master
- Production : Dhillin Mehta, Arbaaz Khan, Malaika Arora et Matt Zemlin
- Budget : US$ 9,53 millions
- Pays de production :  Inde
- Langue : hindi
- Format : Couleurs
- Genre : masala
- Durée : 125 minutes
- Date de sortie :
  - Inde : 10 septembre 2010

## Distribution
- Salman Khan : Inspecteur Chulbul "Robinhood" Pandey
- Sonakshi Sinha : Rajjo
- Arbaaz Khan : Makhanchan
- Sonu Sood : Chhedi Singh
- Mahie Gill : Nirmala
- Vinod Khanna : Prajapati Pandey
- Dimple Kapadia : Naini Devi
- Om Puri : Kasturilal Vishkarma
- Anupam Kher : Dayal Babu
- Tinu Anand : Masterji, père de Nirmala
- Mahesh Manjrekar : Haria, père de Rajjo
- Malaika Arora : Munni

## Box office
Le film bat plusieurs records en Inde dès sa sortie :
- celui du film qui engrange le plus de recettes le premier jour.
- celui du film qui engrange le plus de recettes en un week-end et en une semaine.
- celui du plus gros succès de l'année 2010 avec My Name Is Khan, Raajneeti et Housefull.
- et enfin il se classe deuxième pour les plus grosses recettes de tous les temps derrière 3 Idiots.

Il est déclaré All-Time Blockbuster 2 semaines après sa sortie.

## Bande originale
Elle a été composée par Sajid-Wajid qui signent leur douzième composition d'un film avec Salman Khan. Les chansons Munni Badnaam et Tere Mast Mast Do Nain ont rencontré le plus de succès.
1. Tere Mast Mast Do Nain (Rahat Fateh Ali Khan)
2. Munni Badnaam (Mamta Sharma, Aishwarya Nigam)
3. Chori Kiya Re Jiya (Sonu Nigam, Shreya Ghoshal)
4. Hud Hud Dabangg (Sukhwinder Singh, Wajid)
5. Humka Peeni Hai (Wajid, Master Saleem, Shabaab Shabri)
6. Tere Mast Do Nain Part 2 (Rahat Fateh Ali Khan, Shreya Ghoshal)
7. Munni Badnaam remix (Mamta Sharma, Aishwarya Nigam)
8. Ere Mast Do Nain remix (Rahat Fateh Ali Khan, Arshikha Loey)
9. Humka Peeni Hai remix (Wajid, Master Saleem, Shabaab Shabri)
10. Dabangg (thème)

## Récompenses et nominations
Le film a été de nombreuses fois nommé et a remporté 6 Star Screen Awards (Meilleur acteur, Meilleure Début, Meilleure chorégraphie, Meilleure Bande Originale, Meilleur Chanteur en play-back et un award technique), 8 Apsara Awards, 5 BIG Star Entertainment Awards et 4 nominations au Zee Cine Awards 2011.